# Chantemerle-lès-Grignan
Chantemerle-lès-Grignan is een gemeente in het Franse departement Drôme (regio Auvergne-Rhône-Alpes) en telt 177 inwoners (1999). De plaats maakt deel uit van het arrondissement Nyons.

## Geografie
De oppervlakte van Chantemerle-lès-Grignan bedraagt 10,0 km², de bevolkingsdichtheid is 17,7 inwoners per km².

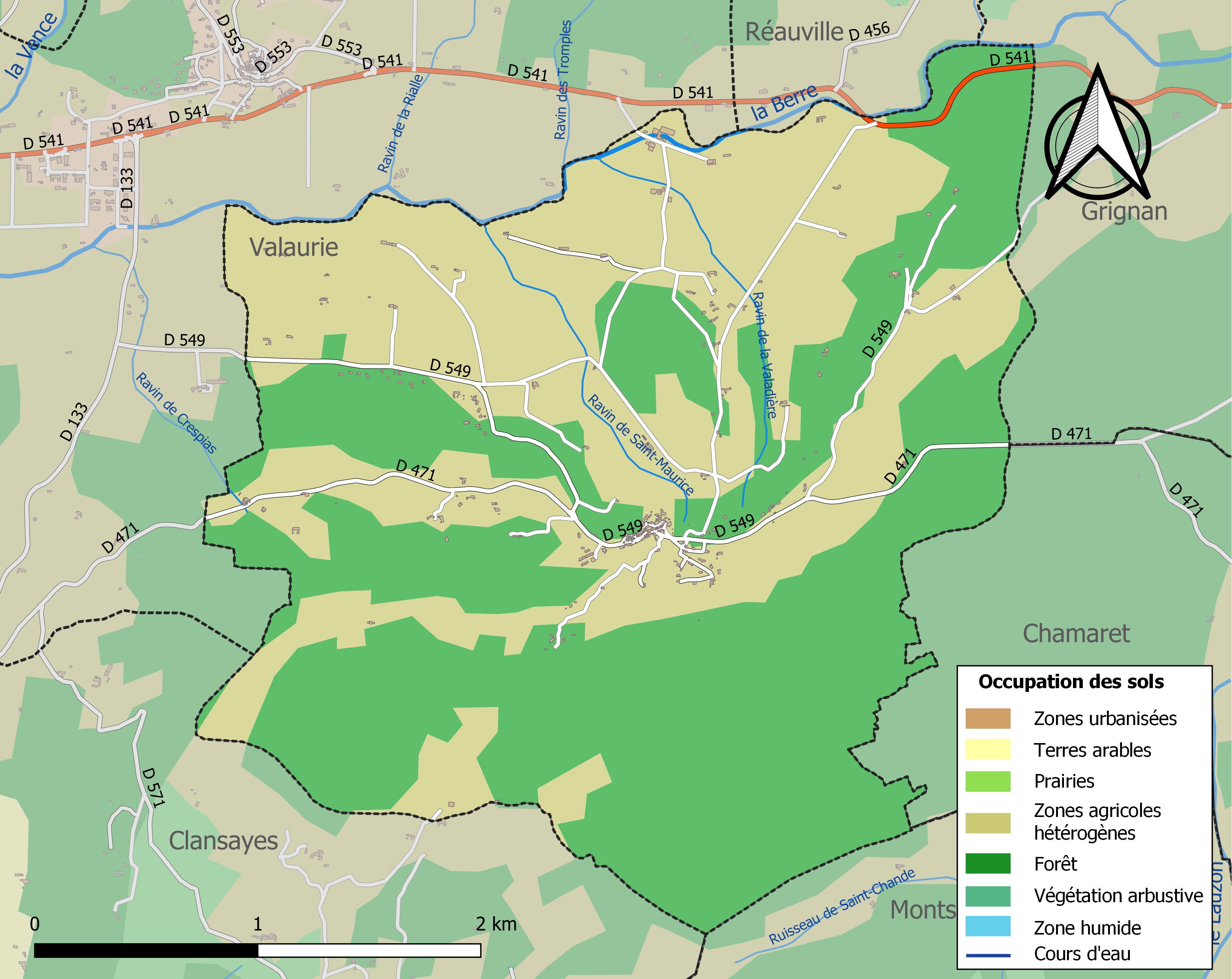
Kaart van de gemeente met belangrijkste infrastructuur, bodemgebruik en omliggende gemeenten

## Demografie
Onderstaande figuur toont het verloop van het inwonertal (bron: INSEE-tellingen).